# Fabián Carini
Héctor Fabián Carini Hernández (Montevideo, 1979. december 26. –) uruguayi válogatott labdarúgókapus.

## Pályafutása

### Klubcsapatban
Montevideóban született. 1997-ben a Danubióban kezdte a pályafutását, ahol három évet töltött. 2001-ben Olaszországba szerződött a Juventus csapatához, melynek hivatalosan 2004-ig volt a játékosa, de 2002 és 2004 között a belga Standard Liègenél szerepelt kölcsönben. 2004 és 2007 között az Internazionale kapusa volt, de a 2005–06-os szezonban kölcsönadták a Cagliarinak. Az Inter színeiben bajnoki címet szerzett, valamint megnyerte az olasz kupát és az olasz szuperkupát. 2007-től 2009-ig Spanyolországban a Real Murcia kapusa volt. 2009 és 2010 között a brazil Atlético Mineiro együttesében játszott. 2011 és 2012 között a Peñarol kapuját őrizte. 2013-ban rövid ideig az ecuadori Deportivo Quito kapuját védte. 2014 és 2017 között a Juventudban játszott.

### A válogatottban
1999 és 2009 között 74 mérkőzésen szerepelt az uruguayi válogatottban. Részt vett az 1999-es és a 2007-es Copa Américán, illetve a 2002-es világbajnokságon, ahol az uruguayiak összes mérkőzésén kezdőként lépett pályára.

## Sikerei, díjai
Juventus
- Olasz bajnok (1): 2001–02

Internazionale
- Olasz bajnok (1): 2006–07
- Olasz kupagyőztes (1): 2004–05
- Olasz szuperkupagyőztes (1): 2006

Uruguay
- Copa América ezüstérmes (1): 1999